# Grand-duché

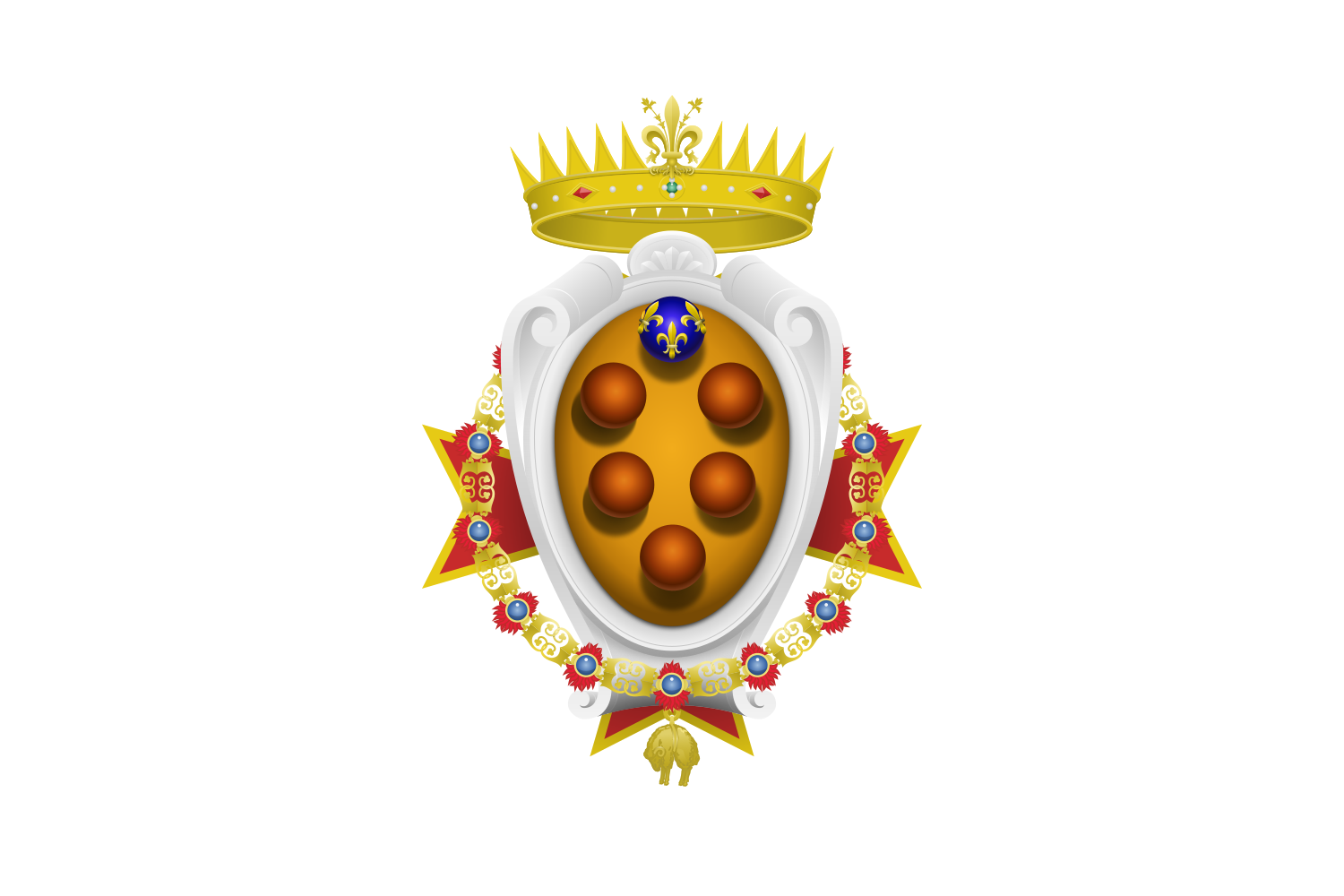
Armoiries du grand-duché de Toscane (1562-1737)

Un grand-duché est un territoire dont le chef d'État est un grand-duc ou une grande-duchesse.
Actuellement, le seul grand-duché encore existant est le Luxembourg, ce régime existant depuis 1815 (d'abord comme nation formellement souveraine mais sous domination des Pays-Bas, puis en tant que nation souveraine). Quant aux républiques de Finlande et de Lituanie, elles furent également des grands-duchés.

## Origine du terme
Le titre de grand-duc (latin : Magnus Dux, allemand : Großherzog, italien : Gran Duca, français : grand-duc, lituanien : Didysis Kunigaikštis, polonais : Wielki książę) est dans la noblesse au-dessous du roi mais plus haut qu'un duc souverain (Herzog) ou un prince (Fürst). Le grand-duché est l'appellation du territoire gouverné par un grand-duc.
Le grand-duc est également la traduction usuelle de grand-prince dans les langues qui ne disposent pas de termes distincts pour différencier un prince non régnant, membre d'une famille royale ou princière, d'un prince royal héritier ou régnant. L'anglais et le français emploient le terme grand-duc de cette façon. Le grand-duc est également la traduction habituelle en anglais et en français du titre (de courtoisie) russe Velikiy Knjaz (grand-prince). Ce titre du XVIIe siècle désignait les membres de la famille du tsar russe, bien que ces grands-ducs n'aient pas été des souverains.
Ainsi, le terme « grand-duc » et son utilisation pour traduire « grand-prince » répondent de deux titres différents.

## Les grands-ducs occidentaux

### Origine
Le nom de « grand-duché » est une invention antérieure au XVIe siècle provenant probablement d'Europe de l'Ouest, pour dénoter les terres d'un duc particulièrement puissant.
Un des premiers exemples était l'utilisation officieuse du titre honorifique de « grand-duc d’occident » par les ducs de Bourgogne pendant le XVe siècle, quand ils ont régné sur une vaste région de la France orientale actuelle, ainsi que sur la majeure partie des Pays Bas, de la Belgique, et du Luxembourg.
La première monarchie officiellement appelée grand-duché est la Toscane des Medici, qui obtient ce privilège des Saints Empereurs romains en 1569, et qu’il garde jusqu'en 1860, lorsqu'elle est annexée par le Piémont-Sardaigne en vue de l'unification de l'Italie.
Ce terme fut de plus en plus utilisé jusqu'au XIXe siècle, lorsque Napoléon l'utilisa pour désigner plusieurs territoires donnés à ses alliés. L'anoblissement en tant que grand-duc pour ceux-ci s'accompagna souvent d'une expansion de leurs fiefs avec les terres additionnelles obtenues à partir des défaites de puissances telles que la Prusse.

### Après le congrès de Vienne
Bien que Napoléon ait été défait à Waterloo et ses territoires vassaux, comme le grand-duché de Berg, effacés des cartes européennes, les représentants du congrès de Vienne ont pourtant consenti à garder les titres de ducs et de princes, principalement pour ceux dont les terres avaient constitué le Saint-Empire romain germanique. Ainsi, le XIXe siècle a vu un nouveau groupe de monarchies intitulées grand-duché en Europe centrale, tel que le grand-duché de Hesse ou le grand-duché d'Oldenbourg.
Parallèlement, l'utilisation de titre de courtoisie « grand-duc » augmenta en Russie en raison de beaucoup de naissances dans plusieurs branches masculines de la dynastie. Le nouvel ensemble de grands-ducs apporta un sursis aux Romanov, pour qui la question de la continuité de la succession masculine fut une épineuse question pendant tout le XVIIIe siècle.
En Allemagne, l'utilisation du titre s'étendit après 1815, mais son application n'était pas universelle. En effet, en allemand (qui a des mots distincts pour le prince royal, Prinz, et pour le prince souverain, Fürst), les grands-ducs de la Lituanie et des États russes historiques, aussi bien que d'autres princes européens orientaux et de dynastes russes postérieures, ont été désignés par le titre Großfürst.

## Abondance des grands-duchés en Europe
Entre les guerres napoléoniennes et la Première Guerre mondiale il y avait au moins huit grands-duchés en Europe.
Un nombre considérable de grands-duchés ont été créés pendant l'ère napoléonienne et, plus tard, après le congrès de Vienne et la création de la Confédération germanique :
1. Le grand-duché de Lituanie (1236-1795, État d'Europe orientale)
2. Le grand-duché de Toscane (1569-1860, région d'Italie)
3. Le grand-duché de Berg (1806-1813, région de Prusse)
4. Le grand-duché de Würzburg (1806-1814, région de Bavière)
5. Le grand-duché de Bade (1806-1918, région d'Allemagne depuis 1871)
6. Le grand-duché de Hesse-Darmstadt (1806-1918, région d'Allemagne depuis 1871)
7. Le grand-duché de Finlande (1809-1917, dépendant de la Russie, puis République en 1917)
8. Le grand-duché de Francfort (1810-1813, une partie de plusieurs landers allemands)
9. Le grand-duché de Posen (1815-1848 en tant qu'élément de la Prusse)
10. Le grand-duché de Luxembourg (1815-1839-1890 ; en union personnelle avec les Pays Bas)
11. Le grand-duché de Mecklembourg-Schwerin (1815-1918, région d'Allemagne depuis 1871)
12. Le grand-duché de Mecklembourg-Strelitz (1815-1918, région d'Allemagne depuis 1871)
13. Le grand-duché de Saxe-Weimar-Eisenach (1815-1918, région d'Allemagne depuis 1871)
14. Le grand-duché d'Oldenbourg (1829-1918, région d'Allemagne depuis 1871)
15. Le grand-duché de Cracovie (1846-1918, dépendant de l'Autriche, région de Pologne)

Actuellement le Luxembourg est le seul grand-duché restant. Cependant quelques anciens grands-duchés conservent toujours les titres qui leur furent accordés à la convention de Vienne.

## Usage
Le plus souvent, un grand-duc régnant est dénommé « altesse royale ». Certaines familles utilisent d'autres allocutions. Ainsi les membres cadets de la famille grande-ducale, à Hesse-Darmstadt et Bade, avaient généralement le titre de l'altesse grande-ducale. Également, avant son mariage, l'impératrice Alexandra de Russie était connue en tant que « son altesse grande-ducale Alix, princesse de Hesse et Rhin » (Ihre Großherzogliche Hoheit Alix Prinzessin von Hessen und bei Rhein).
La seule famille grande-ducale actuelle, la famille grande-ducale du Luxembourg, dénomme ses membres cadets « altesses royales », mais c'est dû à leur statut alternatif de princes de Parme (bien que ce titre ait été abandonné en 1995).
Un grand-duc ou une grande-duchesse russe était une altesse impériale.

## Métonymie
En Belgique, au Luxembourg et dans la Grande Région, le terme « grand-duché » est souvent utilisé comme métonymie pour parler du grand-duché de Luxembourg, ceci afin d'éviter la confusion avec la province belge du même nom.

## Le grand-prince
Les grands-princes étaient des monarques médiévaux qui gouvernèrent une nation ou plusieurs peuples, et habituellement ont été appelés « rois ». Cependant, un grand-prince était habituellement seulement primus inter pares dans une dynastie : d'autres princes de la dynastie avaient autant droit au règne que le grand-prince actuel (la succession était par exemple due à l'ancienneté ou la rotation agnatique), et souvent d'autres membres de la dynastie régnaient des parties du royaume (une sorte de « princes secondaires » si l'on veut).
Telle était l'habitude en Europe de l'Est, par exemple pour les Russes et les Lituaniens. Car la position de dirigeant n'ayant pas autant de prestige que pour les rois occidentaux, les souverains ont été traités plutôt comme des grands-princes que complètement comme des rois. Ainsi, Velikiy Kniaz était au XIe siècle le titre du prince régnant de la Rus' de Kiev (chef de la maison des Riourikides), puis de plusieurs princes du Rus'. En 1328, le Velikii Kniaz de Moscovie est apparu en tant que grand-duc de « toute la Russie », jusqu'à ce qu'Ivan IV de Russie fut couronné tsar en 1547.
Le titre de grand-prince a été employé en slave, baltique, et russe, Великийкнязь. Le knjaz slave et le kunigaitis baltique (de nos jours habituellement traduit comme prince) est réellement similaire au roi. Ainsi, Veliki Knjaz était plus le grand roi que « le grand-duc ».
Une utilisation établie du titre était dans le grand-duché de Lituanie (depuis le XIVe siècle) et le grand-duché de Moscou.
Ces pays se sont déplacés lentement vers la primogéniture, par laquelle la position de chef de la dynastie est plus élevée que les autres membres de la dynastie (comme pour une royauté). Dans de telles situations, ces monarques ont opté pour un titre plus prestigieux, tel que tsar ou roi unique.
Le titre de grand-prince (qui, dans plusieurs de ces territoires, était, déjà dans les époques tardives de grandes-principautés, détenu simultanément par plusieurs dirigeants de la dynastie la plus répandue) a survécu en tant que titre de courtoisie pour tous ou plusieurs membres de la dynastie, tels que le grand-duc de Russie (veliki knjaz), dans l'ère impériale de la Russie.
Le titre Velikiy Kniaz, finalement formalisé par Alexandre III de Russie, a été donné aux fils et petits-fils (par les lignées masculines) du tsar et des empereurs de Russie. Les filles et les petites-filles paternelles des empereurs russes, aussi bien que les épouses des grands-ducs russes, se sont généralement appelées les « grandes-duchesses » (même en anglais !).
Une traduction plus précise du titre russe serait grand prince (du latin magnus princeps) et non grand-prince (par analogie à grand-duc). En allemand, par exemple, un grand-duc russe était connu comme Großfürst, qui n'est donc pas un simple dérivé de grand-duc (comme vu précédemment).
En 1582, le roi Jean III de Suède ajouta le titre de grand-prince de Finlande aux titres subsidiaires des rois suédois, sans toutefois aucune conséquence effective, la Finlande étant déjà une partie du royaume suédois.
Après les conquêtes russes, le terme a continué à être employé par l'empereur russe, en tant que dirigeant de la Lituanie (1793-1918) et du grand-duché de Finlande (1809-1917). D'une façon similaire, les Habsbourg, alors maison régnante du Saint-Empire romain germanique, ont institué une grande principauté de Transylvanie (Großfürst von Siebenbürgen) en 1765.
Le titre de Didysis kunigaikštis (en lituanien) a été employé par les dirigeants de Lituanie qui, après Ladislas II Jagellon, devinrent également rois de Pologne ; il se retrouva également plus tard, parmi les titres employés par les rois de l'union de Pologne-Lituanie. Les rois polonais de la dynastie suédoise de Vasa ont également employé le titre grand-princier pour leurs territoires non-polonais.